# Chrysoleonites ocellatus
Chrysoleonites ocellatus là một loài côn trùng trong họ Osmylitidae thuộc bộ Neuroptera. Loài này được Martynov miêu tả năm 1925.